# 일본인민공화국 헌법 초안
일본인민공화국 헌법 초안(일본어: 日本人民共和国憲法草案 니혼진민쿄오와코쿠 켄포오 소오안[*])은 1946년 6월 28일, 일본 공산당이 결정하고 같은해 6월 29일에 발표한 대일본제국 헌법의 개정 초안으로, 그 내용은 일본 공산당 기관지 "전위(前衛)"의 1946년 7월 21일호에 게재되었다. 태평양 전쟁 패전후, 일본 헌법 제정에 관한 논의가 행해지고 있을 당시의 일본 공산당의 의견이다.
한편, 1993년에 발행된 "헌법의 원점-논평과 자료"(일본 공산당 중앙위원회부속 사회과학연구소 편, 신일본 출판사 발행)에서는 역사적 문헌으로서 "일본 공산당 헌법초안"이라고 하는 제목으로 수록하고 있다. 2000년에 해진 제42회 중의원의원총선거로, 일본 공산당을 공격하는 발행인 불명의 전단이 대규모로 뿌려져, 그 빌라에, "당신은 "일본인민공화국"에 찬성합니까?" 라고 있었던 것에 그다지, 일본 공산당은 "일본국"이라고 하는 국명을 변경하는 의사가 없는 것을 발표했다.

## 개요
1945년 9월 2일에 일본정부가 정식으로 항복문서에 조인하고, 연합국과의 정전협정이 성립하고나서 2개월 후인 1945년 11월 8일에 일본 공산당의 전국협의회에서 결의되어 1945년 11월 11일에 일본 공산당이 발표했다.
1.주권은 인민에게 있다.
2.민주의회는 주권을 관리하는 민주의회는 18세이상의 선거권피선거권의 기초에 서는, 민주의회는 정부를 구성하는 사람들을 선거한다.
3.정부는 민주의회에 책임을 지는 의회의 결정을 수행하지 않을지 또는 그 수행이 불충분 할지 혹은 구부렸을 경우 기타 부정의 행위 있는 것에 대하여는 즉시 세우게 한다.
4.인민은 정치적, 경제적, 사회적으로 자유롭고, 동시에 의회 및 정부를 감시하고 비판하는 자유를 확보한다.
5.인민의 생활권, 노동권, 교육되는 1권리를, 구체적 설비를 以て보증한다.
6.계급 표적 및 민족적 차별의 근본적 폐지.
일본인민공화국
- "일본국은, 인민공화제 국가다."라는 규정으로부터 시작된다.
- 주권존재국민, 의회를 통한 대표 민주제를 규정한다.
- "봉건적기생적 토지소유제" "재벌적 독점자본"의 폐지와 해체, "중요기업"이라고 금융기관에 대한 정부에 의한 규제를 칭송하고 있다.
- 침략전쟁의 불지지와 불참가를 의무화하고 있다.

인민의 기본적 권리와 의무
- 기본적인권, 특권의 폐지, 황족·화족의 폐지를 규정.
- 언론과 결사의 자유, 노동 쟁의와 데모의 자유와 이것에 대한 보장으로서, 「민주주의적 정당 및 대중단체에 마주하고, 인쇄소, 용지, 공공건축물, 통신 수단기타 이 권리를 행사하기 위해서 필요한 물질적조건을 제공」한다고 하고 있다.
- 정교 분리라고 신앙·무 신앙의 자유.
- 이동·이주의 자유, 국적이탈의 자유.
- 주거의 불가침, 통신의 비밀.
- 고문·사형의 폐지
- 원죄확정자에게 대한 「정신상, 물질상의 손해를 배상」
- 생활에 필요한 재산의 사유제의 보장과, 「사회적 생산수단의 소유는, 공공의 복지에 종속한다. 재산권은, 공공의 복지를 위해서 필요할 경우에는, 법률에 의해 제한」
- 남녀평등, 일부일처제, 호주제·가독상속제의 폐지.
- 단결권등의 소위 노동 3권과 경영에 참가하는 권리
- 16세이하의 노동의 금지
- 주 40시간 노동제의 권리
- "집이 없는 인민은, 국가에서 주택을 보장되는 권리를 가진다. 이 권리는, 국가에 의한 신주택의 대량건설, 유휴대 건축물·대저택의 개방, 차가인의 보호에 의해 보장된다."
- 의무교육의 무상
- 외국인의 권리는 법률에 의해 보장한다고 규정.

## 일본인민공화국 헌법의 원문

### 구성
- 전문
- 제1장. 일본인민공화국 (제1조∼제5조)
- 제2장. 인민의 기본적 권리와 의무(제6조∼제41조)
- 제3장. 국회(제42조∼제65조)
- 제4장. 정부(제66조∼제70조)
- 제5장. 국가 재정(제71조∼제75조)
- 제6장. 지방제도(제76조∼제80조)
- 제7장. 사법(제81조∼제90조)
- 제8장. 공무원(제91조∼제96조)
- 제9장. 헌법개정(제97조∼제100조)

#### 제1장. 일본인민공화국
- 제1조. 일본은 인민공화제 국가다.
- 제2조. 일본인민공화국의 주권은 인민에게 있다. 주권은 헌법에 의거하여 행사된다.